# 高橋浩一郎
高橋 浩一郎（たかはし こういちろう、1913年5月3日 - 1991年8月21日）は、日本の気象学者。理学博士（東京帝国大学・論文博士・1948年）（学位論文「外插法に基く量的天気予報の研究」）。

## 略歴
東京市下谷区生まれ。父は医師で随筆家の高橋毅一郎。旧制東京高等学校を経て、1936年東京帝国大学理学部物理学科卒業、中央気象台に入る。1948年「外插法に基く量的天気予報の研究」で東京帝国大学より理学博士の学位を取得。気象研究所予報研究部長、札幌管区気象台長、気象庁予報部長、気象庁長官、筑波大学教授、1977年定年退官。日本気象協会副会長。1969年藤原賞受賞。

## 著書
- 『気象統計』河出書房 統計学叢書 1945
- 『天気予報講話』地人書館 1948
- 『季節予想』氣象協会 氣象解説叢書 1950
- 『長期予報』岩波全書 1951
- 『気象と統計』宝文館 NHK教養大学 1952
- 『雲の観察』さ・え・ら書房 ぼくたちの研究室　1953
- 『日本の気候』生住準之助等絵 講談社の学習図鑑 1954
- 『動気候学 とくに日本の天候について』岩波書店 1955
- 『気象学講座 第8巻 気象統計』地人書館 1956
- 『応用気象論 順応から気象の制御へ』岩波書店 1961
- 『日本の天気』岩波新書 1963
- 『気象災害論』地人書館 新気象学薦書 1968
- 『総観気象学』岩波書店 1969
- 『生存の限界 日本の未来を予測する』毎日新聞社 1973
- 『気象を見る眼』共立出版 科学ブックス 1974
- 『災害論 天災から人災へ』東京堂出版 1977
- 『天気予報 理論と実際』海洋出版 イルカぶっくす 1977
- 『新お天気百話』朝日新聞社 1979
- 『気候が変わる そのインパクト』中公新書　1980
- 『天気予報の科学』日本放送出版協会 NHKブックス　1980
- 『カレンダー日本の天気』岩波ジュニア新書　1982
- 『雲を読む本 空を見るのが楽しくなる』講談社ブルーバックス　1982
- 『生存の条件 21世紀の日本を予測する』毎日新聞社 1982
- 『気象なんでも百科』岩波ジュニア新書　1984
- 『気候と人間』日本放送出版協会 NHKブックス 1985
- 『気象歳時記 理科年表読本』丸善 1986
- 『デタラメを科学する カオスの世界』丸善 1989

### 共編著・監修
- 『異常気象覚書』畠山久尚共著 地人書館 1944
- 『天気予報論』大谷東平共著 地人書館 1947
- 『最近の氣象學 第1集 (豫報技術の基礎)』編 気象協会 1951
- 『天気の変化』渡辺次雄共著 三省堂 理科文庫 1951
- 『最近の氣象學 第2集 (台風と雨)』編 気象協会 1952
- 『日本の気象』編 毎日新聞社 1956
- 『天気と変化』渡辺次雄共著 三省堂 やさしい科学選集　1957
- 『天文と気象の図鑑』古畑正秋,竹内丑雄共著 岡順次等絵 講談社の学習大図鑑 1958
- 『少年少女学習百科全集 15　地球の科学』大森昌衛共著 小川政博等絵 講談社 1963
- 『世界の気象』編 毎日新聞社 1974
- 『なぜなぜ理科学習漫画 大自然の驚異』監修 あいかわ一誠絵 集英社 1974
- 『気候変動と食糧 国際会議からのレポート』編 大明堂 1977
- 『気象と気候 理科年表読本』宮澤清治共著 丸善 1980
- 『衛星でみる日本の気象』山下洋・土屋清・中村和郎共編 岩波書店 1982
- 『気象学百年史 気象学の近代史を探究する』新田尚,内田英治共著 東京堂出版 気象学のプロムナード 1987
- 『21世紀の地球環境 気候と生物圏の未来』岡本和人共編著 日本放送出版協会　NHKブックス 1987
- 『気象と気候 理科年表読本』宮沢清治共著 丸善 1993
- 『気候変動は歴史を変える』朝倉正共著 丸善 1994

## 追想集
- 『高橋浩一郎博士追想集』高橋浩一郎博士追想集編集委員会,1993

## 論文
- <高橋浩一郎